# Lone Pine Publishing
Lone Pine Publishing es una editorial de libros con sede en Alberta, más conocida en todo el Canadá y algunas partes de los Estados Unidos por sus libros de jardinería, guías de aves y guías de naturaleza. 

## Historia
Lone Pine Publishing fue fundada en 1980, cuando el locutor y periodista canadiense Grant Kennedy creó la compañía en Edmonton y publicó el primer libro de la firma, titulado Los ciudadanos de Alberta. Desde entonces, Lone Pine Publishing ha publicado más de 600 títulos. 

## Distribución
La compañía también distribuye libros para una serie de pequeñas editoriales de Canadá y EE. UU. a través de una extensa red de librerías y otros minoristas, la comercialización se efectúa en todas las provincias canadienses excepto en Quebec, y el noroeste del Pacífico de EE. UU., California, y los estados de los Grandes Lagos. Lone Pine Publishing mantiene una oficina central y las operaciones de almacén central en Edmonton, Canadá, y una oficina de ventas y almacén en Auburn, Washington D. C., EE. UU. La empresa también mantiene un almacén en Lansing, Míchigan.